# Kabinett Muhyiddin
Das Kabinett Muhyiddin bildete vom 1. März 2020 bis zum 16. August 2021 die Regierung von Malaysia.

## Kabinettsmitglieder
| Amt | Amtsinhaber                                           | Amtsinhaber                          |
| --- | ----------------------------------------------------- | ------------------------------------ |
| Premierminister |                                                       | Muhyiddin Yassin                     |
| Stellvertretender Premierminister                                                                                    |                                                       | Ismail Sabri Yaakob                  |
| Koordinierender Minister für Finanzen und Wirtschaft                                                                 |                                                       | Mohamed Azmin Ali                    |
| Koordinierender Minister für Sicherheit und Einheit                                                                  |                                                       | Ismail Sabri Yaakob bis 7. Juli 2021 |
| Koordinierender Minister für Sicherheit und Einheit                                                                  | Hishammuddin Hussein ab 7. Juli 2021                  |                                      |
| Koordinierender Minister für Entwicklung der Infrastruktur                                                           |                                                       | Fadillah Yusof                       |
| Koordinierender Minister für Bildung und Gesellschaft                                                                |                                                       | Mohd Radzi Md Jidin                  |
| Minister im Amt des Premierministers                                                                                 |                                                       | Mustapa Mohamed (Wirtschaft)         |
| Minister im Amt des Premierministers                                                                                 | Mohd Redzuan Md Yusof (Besondere Aufgaben)            |                                      |
| Minister im Amt des Premierministers                                                                                 | Takiyuddin Hassan (Parlament und Recht)               |                                      |
| Minister im Amt des Premierministers                                                                                 | Zulkifli Mohamad Al-Bakri (Religiöse Angelegenheiten) |                                      |
| Minister im Amt des Premierministers                                                                                 | Maximus Ongkili (Sabah- und Sarawak-Angelegenheiten)  |                                      |
| Finanzminister Koordinierender Minister des Nationalen Konjunkturprogramms                                           |                                                       | Tengku Zafrul Aziz                   |
| Verteidigungsminister                                                                                                |                                                       | Ismail Sabri Yaakob                  |
| Innenminister |                                                       | Hamzah Zainudin                      |
| Minister für internationalen Handel und Industrie                                                                    |                                                       | Mohamed Azmin Ali                    |
| Bildungsminister |                                                       | Mohd Radzi Md Jidin                  |
| Minister für Umwelt und Wasser                                                                                       |                                                       | Tuan Ibrahim                         |
| Minister für Bundesgebiete                                                                                           |                                                       | Annuar Musa                          |
| Verkehrsminister |                                                       | Wee Ka Siong                         |
| Minister für Landwirtschaft und Lebensmittelindustrie                                                                |                                                       | Ronald Kiandee                       |
| Gesundheitsminister                                                                                                  |                                                       | Adham Baba                           |
| Ministerin für Tourismus, Kunst und Kultur                                                                           |                                                       | Nancy Shukri                         |
| Ministerin für Wohnungswesen und Kommunalverwaltung                                                                  |                                                       | Zuraida Kamaruddin                   |
| Außenminister |                                                       | Hishammuddin Hussein                 |
| Ministerin für höhere Bildung                                                                                        |                                                       | Noraini Ahmad                        |
| Minister für Humanressourcen                                                                                         |                                                       | Saravanan Murugan                    |
| Minister für Binnenhandel und Verbraucherangelegenheiten                                                             |                                                       | Alexander Nanta Linggi               |
| Minister für Unternehmerentwicklung und Genossenschaft                                                               |                                                       | Wan Junaidi                          |
| Minister für ländliche Entwicklung                                                                                   |                                                       | Abdul Latiff Ahmad                   |
| Minister für Wissenschaft, Technologie und Innovation Koordinierender Minister des Nationalen COVID-19-Impfprogramms |                                                       | Khairy Jamaluddin                    |
| Minister für Energie und natürliche Ressourcen                                                                       |                                                       | Shamsul Anuar Nasarah                |
| Minister für Plantagenindustrie und Rohstoffe                                                                        |                                                       | Khairuddin Razali                    |
| Arbeitsminister |                                                       | Fadillah Yusof                       |
| Ministerin für Frauen, Familie und Gemeindeentwicklung                                                               |                                                       | Rina Harun                           |
| Ministerin für nationale Einheit                                                                                     |                                                       | Halimah Mohamed Sadique              |
| Minister für Jugend und Sport                                                                                        |                                                       | Reezal Merican Naina Merican         |
| Minister für Kommunikation und Multimedia                                                                            |                                                       | Saifuddin Abdullah                   |